# Fehérszárnyú fűrészfecske
A fehérszárnyú fűrészfecske (Psalidoprocne albiceps) a verébalakúak (Passeriformes) rendjébe, ezen belül a fecskefélék (Hirundinidae) családjába és a Psalidoprocne nembe tartozó faj. 13 centiméter hosszú. Angola, Burundi, Dél-Szudán, Kenya, a Kongói Demokratikus Köztársaság, Malawi, Ruanda, Tanzánia, Uganda és Zambia területén él. Rovarevő.

## Alfajai
- P. a. albiceps (P. L. Sclater, 1864) – dél-Dél-Szudán, kelet-Kongói Demokratikus Köztársaság, Uganda, Kongói Demokratikus Köztársaság, nyugat-Kenya, Tanzánia, Burundi, Ruanda, észak-Malawi, észak-Zambia, a déli területekről a költést követően északabbra vándorol;
- P. a. suffusa (Ripley, 1960) – északkelet-Angola.

## Fordítás
- Ez a szócikk részben vagy egészben  a   White-headed saw-wing című angol Wikipédia-szócikk fordításán alapul.  Az eredeti cikk szerkesztőit annak laptörténete sorolja fel. Ez a jelzés csupán a megfogalmazás eredetét és a szerzői jogokat jelzi, nem szolgál a cikkben szereplő információk forrásmegjelöléseként.